# Tempe (Arizona)
Tempe ist eine Stadt im Bundesstaat Arizona der Vereinigten Staaten und geht fließend in Arizonas Hauptstadt Phoenix über. Das U.S. Census Bureau hat bei der Volkszählung 2020 eine Einwohnerzahl von 180.587 ermittelt.
Die Stadt stellt eine principal city der Metropolregion Phoenix dar.
Tempe ist Sitz der Arizona State University, der nach Studentenzahlen zweitgrößten Universität der USA. In der Stadt war auch die Zentrale der Fluggesellschaft US Airways, die ihren Betrieb nach Fusion mit American Airlines (Fort Worth) 2015 eingestellt hat.
Im Gegensatz zu Phoenix hat Tempe durch den Campus der Arizona State University ein ansprechendes Stadtzentrum, in dem mehr Fußgänger als Autos zu finden sind. Hier gibt es viele Bars und Restaurants, welche hauptsächlich von den Studenten der Universität genutzt werden.

## Geographie
Das Stadtgebiet hat eine Größe von 102,3 km². Durch die Stadt fließt der Salt River, der im Stadtgebiet zum Tempe Town Lake aufgestaut ist und über den die Mill Avenue Bridges und die Metro Light Rail Bridge führen. Nördlich der Innenstadt erhebt sich der Tempe Butte.
Durch Tempe verlaufen die Interstate 10, der U.S. Highway 60 sowie die Arizona State Routes 101 und 202.

## Geschichte
Die Gegend um Tempe war Sitz der Hohokamindianer, die Kanäle zur Bewässerung anlegten und im 15. Jahrhundert diese Gegend verließen. Fort McDowell wurde 40 Kilometer nordöstlich des heutigen Tempe gegründet.
Der Pionier Darrell Duppa soll die Siedlung nach dem Tal Tempe in der Nähe des Olymp in Griechenland benannt haben.

## Einwohnerentwicklung
| Jahr       | 1980    | 1990    | 2000    | 2010    | 2020    |
| Einwohner¹ | 106.743 | 141.993 | 158.625 | 161.719 | 180.587 |

¹ Volkszählungsergebnisse

## Partnerstädte
Tempe hat Städtepartnerschaften geschlossen mit
- Skopje, Nordmazedonien (1971)
- Regensburg, Deutschland (1978)
- Lower Hutt, Neuseeland (1981)
- Zhenjiang, China (1989)
- Timbuktu, Mali (1991)
- Beaulieu-sur-Mer, Frankreich (1997)
- Carlow, County Carlow, Irland (1998)
- Cuenca, Ecuador (2008)
- Cusco, Peru (2012)
- Trollhättan, Schweden (2015)

## Bauwerke
Als Wahrzeichen der Stadt gelten das 1951 gebaute Silo der Hayden Flour Mill sowie das 1970 in Form einer umgekehrten Pyramide errichtete Rathaus Tempe. Seit 1903 besteht die als katholische Kirche errichtete St Mary’s Church, seit 1984 befindet sich im Stadtzentrum die Moschee Tempe. In Tempe befinden sich auch diverse historische Gebäude, darunter das Laird and Dines Building von 1893, das Andre Building aus dem Jahr 1900 und das C.P. Mullen House von 1924. Erhalten ist ein kleines Teilstück der 1913 fertiggestellten Ash Avenue Bridge.
Der Bahnhof Tempe stammt aus dem Jahr 1924.

## Sport
Seit 2005 wird hier im November mit dem Ironman Arizona ein Triathlon über die Langdistanz (3,86 km Schwimmen, 180,2 km Radfahren und 42,195 km Laufen) ausgetragen.

## Söhne und Töchter der Stadt
- Carl Hayden (1877–1972), Politiker
- Robert Finch (1925–1995), Politiker
- Chad Taylor (* 1973), Jazz-Schlagzeuger
- Shawn Hochuli (* 1978), NFL-Schiedsrichter
- Sally Meyerhoff (1983–2011), Langstreckenläuferin
- Nick Johnson (* 1992), Basketballspieler
- Alex Lawson (* 1994), Tennisspieler
- Marvin Bagley (* 1999), Basketballspieler

## Nachweise
1. ↑  www.tempe.gov. (abgerufen am 24. März 2022).
2. ↑  Explore Census Data Tempe city, Arizona. Abgerufen am 23. Oktober 2022.
3. ↑  Tempe Sister Cities